# だCOLOR?〜THE脱獄サバイバル
『だCOLOR？〜THE脱獄サバイバル』（だからー ザだつごくサバイバル）は、2016年7月9日公開の日本映画。

## 概要
脚本に福田雄一、監督に金子傑、主演に田中直樹と、『ココリコミラクルタイプ』のトリオを中心に贈る極限状況での笑いと感動を描くコメディー&ドラマ。

## キャスト
- 田中直樹 - 終身刑の政治犯 ヤマザキ
- 佐藤二朗 - 終身刑の政治犯 コミヤ
- 渡辺いっけい - 終身刑の政治犯 ハシモト
- 遠藤章造 - シンガー（友情出演）
- 池谷のぶえ - 国会議員・自由民権党 円成寺麗子
- たくませいこ - 大京大学客員教授 後藤田真純
- 伊藤利尋 - 司会進行

## スタッフ
- 監督：金子傑
- 脚本：福田雄一
- 音楽：櫻井真一
- プロデューサー：山本布美江、中村直史、稲冨聡、小山ひとみ
- 制作協力：楽映舎
- 制作：フジテレビジョン／KATSU-do
- 製作：吉本興業

## 主題歌
- 主題歌「いつかのスターダム」
  - 歌：遠藤章造